# Neftalí Cortés Celebertti
Neftalí Cortés Celebertti (5 de junio de 1923, Managua, Nicaragua - 22 de diciembre de 2014, Managua) fue una personalidad importante en el Protestantismo Nicaragüense y en la predicación del Evangelio. Se destacó como un líder en la Iglesia de Cristo de Nicaragua y como maestro de obras en el campo de la construcción.

## Reseña biográfica

### Genealogía
Neftalí Cortés Celebertti nació en Managua el 5 de junio del año de 1923. Fue el sexto hijo del Coronel de la Revolución liberal Ramiro Cortés Largaespada (nicaragüense) y de Catalina Celebertti Ruserla (originaria de Italia). Neftalí Cortés Celebertti desciende de una familia evangélica. Sus padres y sus abuelos paternos fueron misioneros, y predicadores. En 1944 contrajo matrimonio con Rosa Emilia Silva Robles con quien tuvo trece hijos: Absalón, Jonathan, Eunice, AuraCela, Otoniel, Neftalí, Raúl, Ruth, Moisés, Amós, Benjamín, Abinack y Nehemías, a quienes formó en la fe evangélica y en una diversidad de profesiones.

### Ministerio evangélico
Neftalí inició su ministerio a los 15 años bajo la tutela de su padre y de pastores centroamericanos y bautistas, entre los que se destacan los Reverendos Arturo Parajón y Manuel Aragón. Neftalí, juntamente con sus hermanos Hernán, Saúl Cortez y Armida, y otros destacados líderes como el Dr. Gonzalo Córdoba Elizabeth, el exsenador Napoleón Tapia Pérez, Pedro Salinas, Don Francisco Castillo, Melizandro Pavón y David Herrera, emprendieron el desarrollo de la Asociación de Iglesias de Cristo de Nicaragua durante la década de 1950. Neftalí se destacó como un predicador del Evangelio, maestro-consejero del pastorado y de la juventud, pastor de la Iglesia de Cristo de Barrio Nuevo, de Valle-Gothel, de San Rafael del Sur, Masatepe y de la Nicarao.
Fue por muchos años miembro de la Junta Directiva de la Sociedad Bíblicas de Nicaragua, promoviendo la distribución de la Biblia a fin de que el pueblo tuviese acceso al conocimiento de este libro. Apoyó el ministerio de la emisora evangélica YNOL Radio Ondas de Luz, la Cruzada de Evangelización a Fondo, y el Movimiento Evangélico por un Estado laico de acuerdo a la Constitución.

### Trabajo secular
Fue Maestro-Constructor en la Compañía Constructora de Armando Guido, dirigió proyectos de construcción con el Dr. Gonzalo Córdoba E, fue Jefe de Mantenimiento del Teatro Nacional Rubén Darío.

## Trabajo como constructor en el desarrollo de la obra evangélica
Neftalí construyó alrededor de 80 templos de la Iglesia de Cristo y de la Iglesia Bautista de Nicaragua, entre los que destacan por su arquitectura los templos de la Iglesia Bautista de Masatepe (departamento de Masaya), de la Iglesia de Cristo de esta misma ciudad, de la Iglesia Bautista del municipio de Nandasmo, y de la Primera Iglesia de Cristo de Barrio Nuevo. Construyó la Escuela de Educación Primaria La Libertad y el Centro de Educación Preescolar de Barrio Nuevo en Managua. Armó el monumento a la Madre en el parque central de Masatepe, piezas traídas desde Italia por gestiones de este Municipio.

## Legado
Neftalí abogó por la hermandad evangélica, la unidad de la iglesia, la reconciliación y paz como valores esenciales en el reino de Dios. Es por ello, que cultivó la hermandad con la Iglesia Metodista Unida de los Estados Unidos, a cuyo país viajó para predicar el Evangelio en las Iglesia Metodistas de Nueva Inglaterra, dejando destacados pastores amigos, entre ellos los Reverendos Eric Swanfeltd y David Myers.
Neftalí nos deja un legado espiritual, social y cultural muy rico. Fue un predicador profético, bíblico, enfatizando el anuncio del Evangelio en toda su integridad. Amó las Escrituras bíblicas y tomó como lema desde su juventud el texto estremecedor de Jesús de Nazareth: “El tiempo se ha cumplido y el reino de Dios está entre vosotros, arrepentíos y creed al Evangelio" (s. Mc 1,15). Fue un maestro de la Palabra, con una hermenéutica basada en el contexto de la vida cotidiana. Fue un facilitador en la resolución de conflictos para la construcción de la reconciliación y la paz entre familias e iglesias. Fue un testigo por la fe de la resurrección de Cristo, cuyo evento trascendente estuvo siempre presente en su predicación.
Falleció en compañía de su familia y hermanos en la fe en la ciudad de Managua el 22 de diciembre de 2014.